# کیش‌ویکه
کیش‌وِیکه (به مجاری:  Kisvejke) یک شهرداری در مجارستان است که در ناحیه بونیهاد واقع شده‌است. کیش‌ویکه ۱۱٫۳۳ کیلومتر مربع مساحت و ۴۱۶ نفر جمعیت دارد.